# 日高山岳ビラパーク
日高山岳ビラパーク（ひだかさんがくビラパーク）は、北海道沙流郡日高町字富岡にある公園である。

## 概要
沙流川温泉ひだか高原荘に隣接している公園であり、面積は4.0haとなっている。当公園では毎年7月に「ひだか樹魂まつり」が開催されており、各種催し物や観光踊りパレード、沙流川花火大会などが行われている。
公園敷地内に9600形蒸気機関車「79616号機」が静態保存・展示されている。かつては、沙流川温泉ひだか高原荘にて国鉄のオハ36形「オハ36 118」、ナロネ21形「ナロネ21 101」、「ナロネ21 117」の客車3両とともにSLホテル日高やまびこ号として運営されていたが、SLホテルの廃業に伴い客車は解体・撤去され、「79616号機」のみ当地に移設された。

## 利用情報
- 開園期間：通年
- 入園料：無料
- 駐車場：あり

## 施設
芝生広場、水洗トイレ、遊歩道、遊具、ステージなどの施設がある。

## 交通アクセス
- JR石勝線占冠駅より日高町営バスの終点・日高総合支所下車。日高総合支所より日高ハイヤーを利用
- JR函館本線札幌駅バスターミナルより道南バス（日高バスターミナル行き）の終点・日高バスターミナル下車。日高バスターミナルより日高ハイヤーを利用

## 周辺
当公園のすぐ北側に沙流川が流れている。西側には北海道道847号三岩日高線が走っており、道道を挟んで日高沙流川オートキャンプ場がある。
- 日高国際スキー場
- 国立日高青少年自然の家
- 道の駅樹海ロード日高
- 日高山脈博物館